# 1834 Palach
1834 Palach là một tiểu hành tinh vành đai chính được phát hiện ngày 22 tháng 8 năm 1969 bởi Luboš Kohoutek ở Đài thiên văn Hamburg, Tây Đức. Tiểu hành tinh này được đặt theo tên Jan Palach để tưởng niệm người sinh viên Tiệp Khắc đã tự thiêu phản đối cuộc xâm lăng của quân đội Liên Xô sau vụ Mùa xuân Praha.